# Ellis Ferreira
Pour les articles homonymes, voir Ferreira.
Ellis Ferreira, né le 19 février 1970 à Pretoria, est un ancien joueur de tennis professionnel sud-africain.
Spécialiste du double, il a remporté 18 tournois. Sa victoire à l'Open d'Australie en 2000 lui a permis d'atteindre le 2e rang mondial.

## Palmarès

### En double messieurs
| 18 titres en double | 1 G. Chelem | 1 G. Chelem | 1 G. Chelem | 1 G. Chelem | 1 Masters | 1 Masters | 1 Masters   | 1 Masters   | 4 Masters 1000 | 4 Masters 1000 | 4 Masters 1000 | 4 Masters 1000 | 2 ATP 500          | 2 ATP 500          | 2 ATP 500          | 2 ATP 500          | 10 ATP 250         | 10 ATP 250         | 10 ATP 250     | 10 ATP 250     | 0 JO           | 0 JO           | 0 JO           | 0 JO           |
| 18 titres en double | 7 sur dur   | 7 sur dur   | 7 sur dur   | 7 sur dur   | 7 sur dur | 7 sur dur | 2 sur gazon | 2 sur gazon | 2 sur gazon    | 2 sur gazon    | 2 sur gazon    | 2 sur gazon    | 4 sur terre battue | 4 sur terre battue | 4 sur terre battue | 4 sur terre battue | 4 sur terre battue | 4 sur terre battue | 5 sur moquette | 5 sur moquette | 5 sur moquette | 5 sur moquette | 5 sur moquette | 5 sur moquette |

## Parcours dans les tournois duGrand Chelem

### En simple
| Année | Open d'Australie | Open d'Australie | Internationaux de France | Internationaux de France | Wimbledon       | Wimbledon | US Open         | US Open  |
| ----- | ---------------- | ---------------- | ------------------------ | ------------------------ | --------------- | --------- | --------------- | -------- |
| 1992  | —                | —                | —                        | —                        | —               | —         | 1er tour (1/64) | M. Chang |
| 1993  | —                | —                | —                        | —                        | —               | —         | —               | —        |
| 1994  | —                | —                | —                        | —                        | 1er tour (1/64) | S. Edberg | 2e tour (1/32)  | J. Grabb |

N.B. : à droite du résultat se trouve le nom de l'ultime adversaire.

### En double
| Année | Open d'Australie              | Open d'Australie           | Internationaux de France     | Internationaux de France   | Wimbledon                  | Wimbledon                  | US Open                      | US Open                  |
| ----- | ----------------------------- | -------------------------- | ---------------------------- | -------------------------- | -------------------------- | -------------------------- | ---------------------------- | ------------------------ |
| 1994  | 1/8 de finale C. van Rensburg | B. Black J. Stark          | 2e tour (1/16) M. Keil       | B. Black J. Stark          | 2e tour (1/16) M. Keil     | T. Woodbridge M. Woodforde | 2e tour (1/16) D. Randall    | A. O'Brien S. Stolle     |
| 1995  | 1er tour (1/32) D. Randall    | J. Palmer R. Reneberg      | 2e tour (1/16) M. Barnard    | T. Ho B. Steven            | 1er tour (1/32) M. Barnard | A. O'Brien S. Stolle       | 1er tour (1/32) D. Adams     | S. Casal E. Sánchez      |
| 1996  | 1er tour (1/32) J. Siemerink  | M. Philippoussis P. Rafter | 1er tour (1/32) J. Siemerink | T. Kronemann D. Macpherson | 1/2 finale J. Siemerink    | B. Black G. Connell        | 2e tour (1/16) J. Siemerink  | O. Delaitre J. Tarango   |
| 1997  | 1/4 de finale P. Galbraith    | R. Leach J. Stark          | 2e tour (1/16) P. Galbraith  | K. Braasch J. Knippschild  | 1/8 de finale P. Galbraith | N. Broad P. Norval         | 1er tour (1/32) P. Galbraith | B. Behrens P. McEnroe    |
| 1998  | 1/4 de finale R. Leach        | J. Björkman J. Eltingh     | 1er tour (1/32) R. Leach     | J. Alonso N. Lapentti      | 1/4 de finale R. Leach     | J. Björkman P. Rafter      | 1er tour (1/32) R. Leach     | L. Lobo J. Sánchez       |
| 1999  | 1/2 finale R. Leach           | M. Bhupathi L. Paes        | 1/4 de finale R. Leach       | M. Bhupathi L. Paes        | 2e tour (1/16) R. Leach    | B. Bryan M. Bryan          | 2e tour (1/16) R. Leach      | N. Godwin M. Ondruska    |
| 2000  | Victoire R. Leach             | W. Black A. Kratzmann      | 1er tour (1/32) R. Leach     | G. Etlis M. Rodríguez      | 1/4 de finale R. Leach     | D. Adams J-L. de           | Finale R. Leach              | L. Hewitt M. Mirnyi      |
| 2001  | 2e tour (1/16) D. Rikl        | A. Clément S. Grosjean     | 1/8 de finale R. Leach       | N. Kulti M. Llodra         | 1/4 de finale R. Leach     | B. Bryan M. Bryan          | 1/4 de finale R. Leach       | W. Black K. Ullyett      |
| 2002  | 1/4 de finale R. Leach        | M. Llodra F. Santoro       | 1er tour (1/32) J. Tarango   | S. Roitman A. Schneiter    | 2e tour (1/16) R. Leach    | A. Hadad A.-U.-H. Qureshi  | 2e tour (1/16) D. Rikl       | J. Landsberg T. Vanhoudt |
| 2003  | 2e tour (1/16) B. MacPhie     | D. Bowen A. Fisher         | —                            | —                          | —                          | —                          | —                            | —                        |

N.B. : le nom du ou de la partenaire se trouve sous le résultat ; le nom des ultimes adversaires se trouve à droite.

### En double mixte
| Année | Open d'Australie              | Open d'Australie                | Internationaux de France | Internationaux de France | Wimbledon | Wimbledon | US Open                          | US Open                |
| ----- | ----------------------------- | ------------------------------- | ------------------------ | ------------------------ | --------- | --------- | -------------------------------- | ---------------------- |
| 1995  | 1er tour (1/16) Laura Golarsa | Kristine Radford Pat Cash       |                          |                          |           |           |                                  |                        |
| 1998  | 1er tour (1/16) Katrina Adams | Venus Williams Justin Gimelstob |                          |                          |           |           |                                  |                        |
| 1999  | 1/2 finale Debbie Graham      | M. de Swardt David Adams        |                          |                          |           |           |                                  |                        |
| 2001  | Victoire Corina Morariu       | Barbara Schett Joshua Eagle     |                          |                          |           |           |                                  |                        |
| 2002  |                               |                                 |                          |                          |           |           | 2e tour (1/8) Nannie De Villiers | Cara Black Wayne Black |

N.B. : le nom de la partenaire se trouve sous le résultat ; le nom des ultimes adversaires se trouve à droite.

## Participation aux Masters

### En double
| Année | Ville     | Surface         | Partenaire        | Résultats | Résultat final    |
| ----- | --------- | --------------- | ----------------- | --------- | ----------------- |
| 1997  | Hartford  | Moquette indoor | Patrick Galbraith | 1v, 2d    | Éliminé en poules |
| 1998  | Hartford  | Moquette indoor | Rick Leach        | 1v, 2d    | Éliminé en poules |
| 1999  | Hartford  | Moquette indoor | Rick Leach        | 1v, 2d    | Éliminé en poules |
| 2000  | Bangalore | Dur ext.        | Rick Leach        | 1v, 3d    | Demi-finaliste    |
| 2001  | Bangalore | Dur ext.        | Rick Leach        | 4v, 1d    | Vainqueur         |

## Classements ATP en fin de saison
Classement en simple à l'issue de chaque saison (1991-1995)
| Année | 1991 | 1992 | 1993 | 1994 | 1995 |
| Rang  | 517  | 386  | 368  | 246  | 530  |

Classement en double à l'issue de chaque saison (1986-2003)
| Année | 1986 | 1987 | 1988 | 1989 | 1990 | 1991 | 1992 | 1993 | 1994 | 1995 | 1996 | 1997 | 1998 | 1999 | 2000 | 2001 | 2002 | 2003 |
| Rang  | 870  | 945  | -    | -    | -    | 569  | 407  | 137  | 64   | 68   | 12   | 10   | 10   | 13   | 5    | 15   | 52   | 359  |